# Исаевское (Фурмановский район)
Исаевское — деревня в Фурмановском районе Ивановской области, входит в состав Широковского сельского поселения.
В начале XX века здесь жил отшельником дед Исай. От его имени и произошло название образовавшегося здесь в 30-х годах прошлого века посёлка, в котором стали жить работники Исаевского торфопредприятия: кто-то - в специально построенных для этого жилых бараках, кто-то - в построенных самостоятельно собственных домах (их называли "землянками"). Исаевское торфопредприятие являлось цехом Фурмановской фабрики N 2 по добыче и переработке торфа, от Исаевского до фабрики N 2 была проложена узкоколейка, по которой паровозик "кукушка" доставлял на фабрику вагоны, доверху загруженные торфом. Работы на торфопредприятии были в основном сезонные, работали здесь как жители из окрестных сёл и деревень, так и завербованные молодые женщины из Марийской АССР, Чувашии, Украины. В 60-х годах, когда фабрика перестала использовать торф в качестве топлива, Исаевское торфопредприятие закрылось, его рабочие в течение 20 лет продолжали жить в бараках, а на работу ходили пешком, за 5 км, в город Фурманов, пока не получили от фабрики жильё в городе. Многие жители Исаевского построили за это время свои дома, уже не землянки, а настоящие рубленые избы. В 80-х годах на месте бывших торфоразработок Ивановсий рыбокомбинат открыл своё хозяйство.
В 90-х годах посёлку Исаевское изменили статус и он стал называться деревня Исаевское. На данный момент в деревню проведён газ.
Для развития сельскохозяйственной деятельности в 2010 году создан СПОК Исаевское. Усилиями коллектива рыбхоза Широково восстановлено хозяйство по разведению карпа на Исаевском нагульном пруду. На рыбалку приезжают рыбаки города Иваново, туристы, путешествующие по трассе Золотое Кольцо.